# 瓦西里夫卡 (迪卡尼卡市鎮)
49°49′50″N 34°26′59″E / 49.83056°N 34.44972°E
瓦西里夫卡（烏克蘭語：Василівка）是位於烏克蘭中部的村莊，由波尔塔瓦州波爾塔瓦區迪卡尼卡市镇負責管轄。該村距離蘭達里2.5公里，面積1.195平方公里，海拔高度121米，2001年人口261。